# Chinantequilla
Chinantequilla (auch San José Chinantequilla) ist eine Ortschaft im Distrikt Mixe des mexikanischen Bundesstaats Oaxaca. Sie liegt im Municipio Totontepec Villa de Morelos.

## Beschreibung
Der Ort hat ca. 507 Einwohner (nach der letzten Volkszählung) und liegt etwa 1160 Meter über dem Meeresspiegel. Die Bewohner sprechen Mixe und Kastilisch. Infrastrukturelle Verbesserungen in der Region haben in letzter Zeit zu einer besseren Erreichbarkeit von San José Chinantequilla geführt.

## Geschichte
Es gibt wenig Informationen über den Ursprung Chinantequillas. Es wird vermutet, dass San José Chinantequilla als einer der letzten Orte der Region von den Mixe gegründet wurde und demnach eine verhältnismäßig junge Ansiedlung ist. Die Mixe waren ein kriegerisches Volk, das sowohl mit den Zapoteken als auch den Spaniern zahlreiche Kämpfe ausgefochten hat. Von Letzteren wurden sie auch die Unbesiegten genannt.

## Lage und Umgebung
Chinantequilla liegt im Norden des Bundesstaates Oaxaca ca. 85 km von der Hauptstadt Oaxaca de Juárez. Die Region wird nach den indigenen Einwohnern auch Sierra Mixe genannt, grenzt an das Hochland und schließt Gipfeln bis zu 2.500 Meter ein. Die klimatischen Bedingungen sind dementsprechend vielfältig.

## Wirtschaft
San José Chinantequilla ist eine landwirtschaftlich ausgerichtete Gemeinde. Neben Gütern zur Selbstversorgung werden zum Weiterverkauf vor allem Kaffee und Schnaps produziert.